# Andrius Kupčinskas
Andrius Kupčinskas (ur. 20 marca 1975 w Kownie) – litewski polityk i działacz samorządowy, w latach 2007–2011 i 2011–2015 burmistrz Kowna, poseł na Sejm Republiki Litewskiej.

## Życiorys
Po ukończeniu szkoły średniej im. Simonasa Daukantasa w Kownie podjął studia historyczne i politologiczne na wydziale nauk społecznych Uniwersytetu Witolda Wielkiego (1993–1998). W 2000 uzyskał tytuł zawodowy magistra informacji i komunikacji w instytucie nauk politycznych i dyplomacji tej uczelni.
Od 1997 do 2000 pracował jako konsultant w wydziale informacji i komunikacji społecznej kowieńskiego magistratu. W latach 1998–1999 zajmował się dziennikarstwem, pisując do gazety „Kauno žinios”. Od 2000 do 2003 był menedżerem w litewsko-francuskim przedsiębiorstwie Baltic Pack. Od 2001 jest członkiem Litewskiego Stowarzyszenia Paktu Atlantyckiego, był przewodniczącym okręgu kowieńskiego oraz członkiem władz krajowych tego stowarzyszenia. W 1997 zakładał kowieńską radę do spraw młodzieży, w latach 2003–2005 był jej przewodniczącym.
Już w trakcie studiów zaangażował się w działalność polityczną, wstępując do Ligi Młodych Konserwatystów (1994), w której był kolejno członkiem zarządu, wiceprzewodniczącym i przewodniczącym (1998–2000). W 2005 stanął na czele Związku Ojczyzny w okręgu kowieńskim.
W 2000 został po raz pierwszy wybrany w skład rady miejskiej Kowna. Mandat odnawiał w latach: 2002, 2007, 2011 i 2015. W okresie 2003–2007 pełnił funkcję doradcy burmistrza Kowna ds. młodzieży, sportu i spraw społecznych, był również przewodniczącym frakcji Związku Ojczyzny w radzie miasta oraz przewodniczącym komisji antykorupcyjnej. W 2007 objął stanowisko burmistrza Kowna, które zajmował do marca 2011. 27 października 2011 ponownie wybrany na tę funkcję. W 2015 przegrał wybory z niezależnym kandydatem Visvaldasem Matijošaitisem.
W 2016 kandydował do Sejmu, mandat poselski objął w trakcie kadencji w 2018. W 2020 został wybrany na kolejną kadencję.

## Życie prywatne
Jego dziadek Juozas Kupčinskas był rektorem kowieńskiego uniwersytetu oraz pierwszym dyrektorem Instytutu Medycznego w Kownie. Ojciec Rytas był m.in. posłem na Sejm Republiki Litewskiej. Andrius Kupčinskas jest żonaty z Jurgitą, mają syna Jokūbasa i córkę Gertrūdę.

## Odznaczenia
- Medal Rady Bałtyckiej – 2021[4]